# Javier Omar Delgado Papariello
Javier Omar Delgado Papariello (Montevideo, 8 de juliol de 1975) és un futbolista internacional uruguaià que juga actualment en la posició de centrecampista al Rampla Juniors Fútbol Club del seu país.